# Seseli levigatum
Seseli levigatum är en flockblommig växtart som beskrevs av Anton Joseph Kerner, Dalla Torre och Ludwig von Sarnthein. Seseli levigatum ingår i släktet säfferötter, och familjen flockblommiga växter. Inga underarter finns listade i Catalogue of Life.